# Chariot
Chariot er et album lavet af den amerikanske pop/rock sanger, Gavin DeGraw. Albummet blev første gang udgivet i juli 2003 af J Records. I 2004 blev albummet genudgivet med en bonusdisk med titlen "Chariot-Stripped", som indeholdt live og akustiske versioner af hans numre.

## Spor
1. "Follow Through" – 3:59
2. "Chariot" – 3:59
3. "Just Friends" – 3:25
4. "(Nice to Meet You) Anyway" – 3:45
5. "Chemical Party" – 3:01
6. "Belief" – 4:27
7. "Crush" – 3:25
8. "I Don't Want to Be" – 3:37
9. "Meaning" – 3:35
10. "More Than Anyone" – 2:57
11. "Over-Rated" – 4:11